# TT építési nagyság

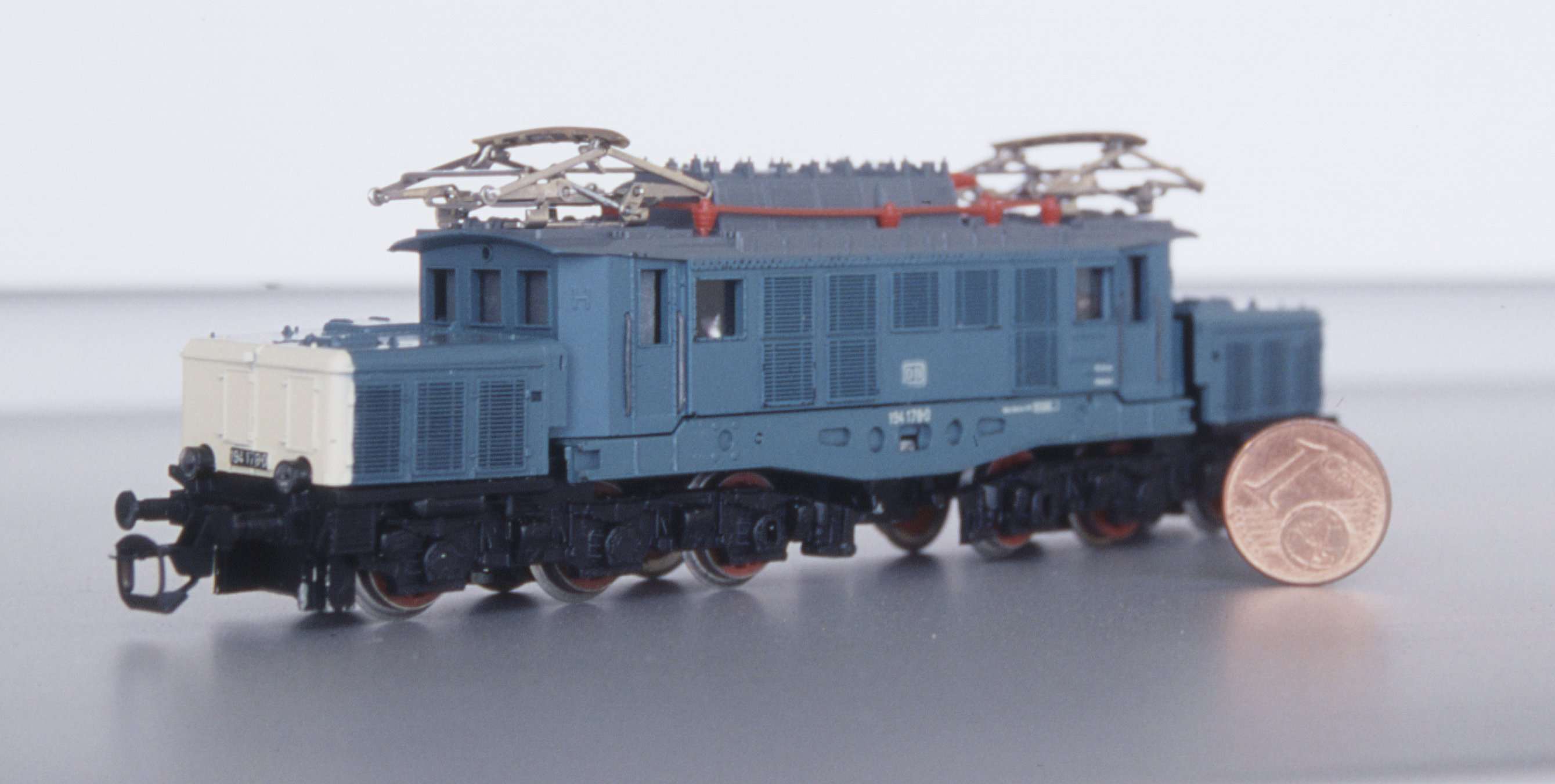
Egy „vasdisznó” TT arányú modellje és egy eurócentes érme

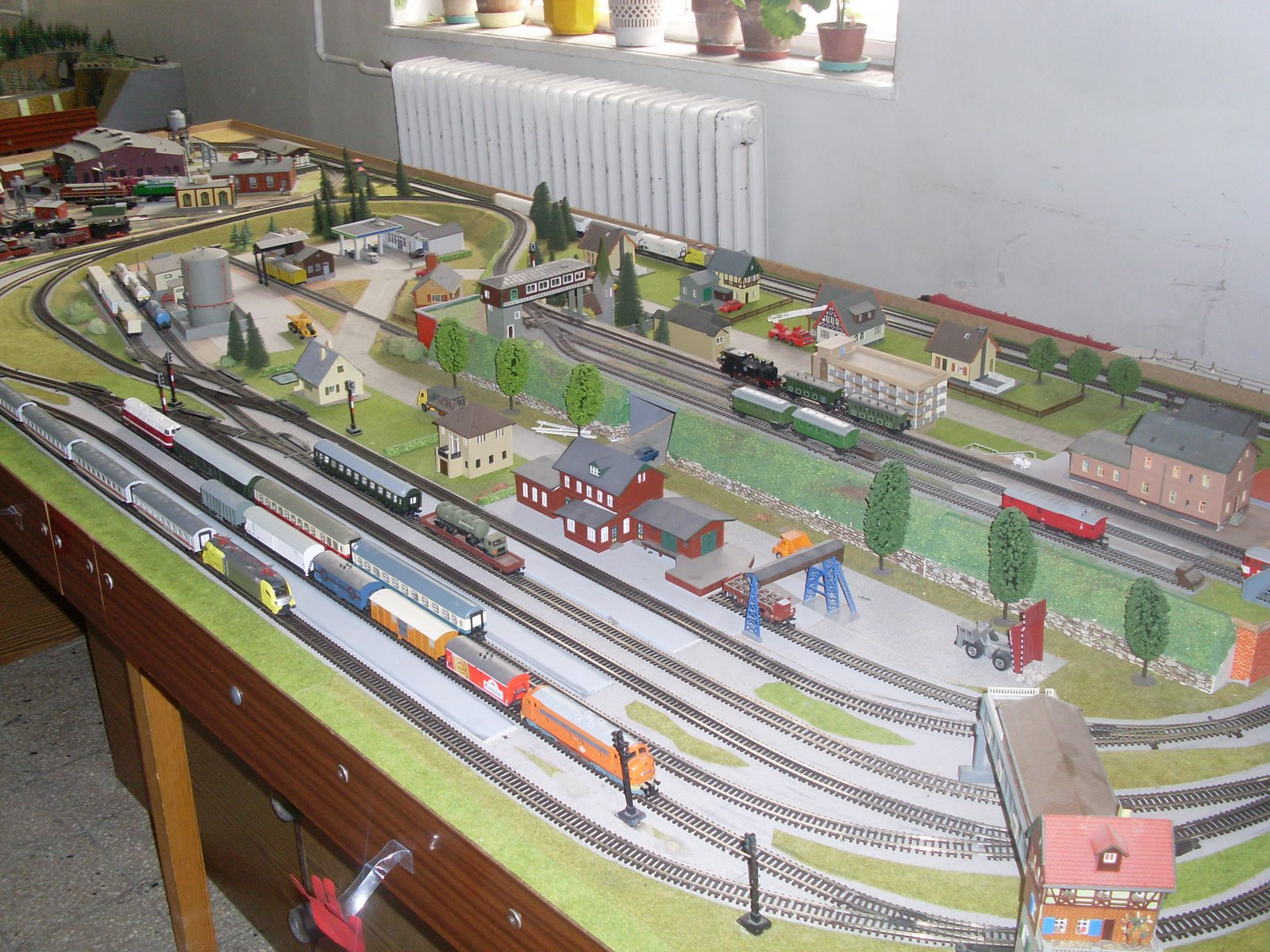
TT méretarányú terepasztal

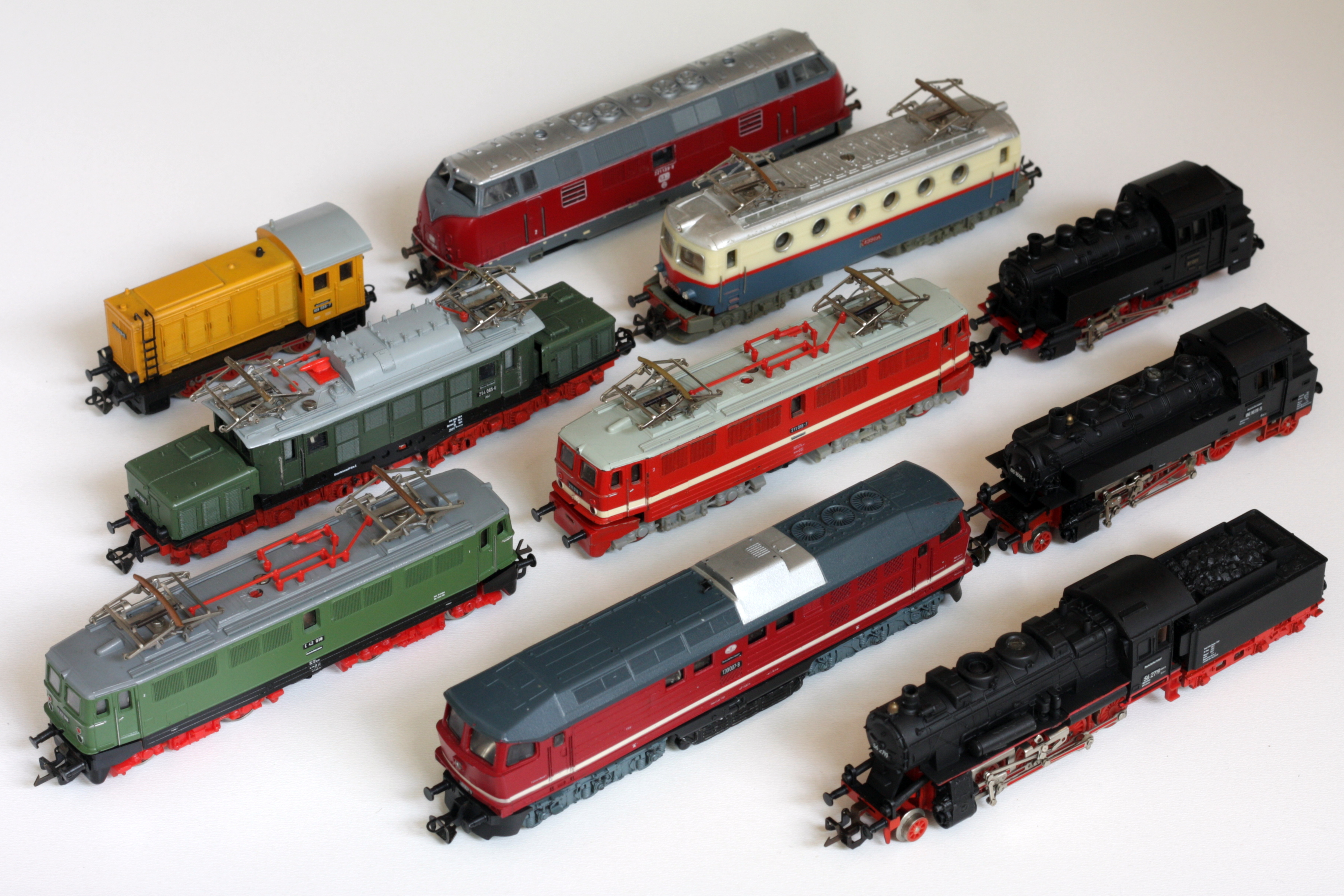
TT méretarányú modellek

A TT építési nagyság (ejtsd: tété) jelölés 1:120 méretarányt jelez a vasútmodellezésben, ami 12 milliméteres nyomtávot jelent.
A TT a H0 (1:87) és az N (1:160) méretarány között van, ami a tulajdonságait is meghatározza. Egy 100 × 200 cm méretű terepasztalon már szép pályakép alakítható ki, ugyanakkor könnyebben kezelhető, mint a jóval kisebb méretű N vagy Z sorozat. A szerelvények jól kidolgozottak, dekoratívak.
Magyarországon az egykori NDK-ból importált TT szabványú modellek terjedtek el az 1960-as évektől kezdődően.

## Története
A névleges méretű TT méretarányt 1946-ban az Amerikai Egyesült Államokban fejlesztette ki Hal Joyce indianai mérnök, és az általa alapított H. P. Products cég forgalmazta (1945). Németországban a nyugati Rokal és a keleti Zeuke & Wegwerth cégeken keresztül terjedt el. A Rokal 1960-as évek végén bekövetkezett csődje után a névleges méretű TT gyakorlatilag kihalt a Német Szövetségi Köztársaságban. Az NDK-ban és a KGST-államokban azonban a Zeuke & Wegwerth cégen keresztül terjedt el (amely több mint 800 embert foglalkoztatott Berlinben). Az 1972-es államosítás után a Zeuke a VEB Berliner TT-Bahnen (BTTB) lett. A berlini fal 1989-es leomlása után a BTTB-t a kényszermegszüntetett tulajdonos Zeuke, majd 1993-ban csődeljárás alatt a szász Tillig vállalat vette át, és még mindig a legnagyobb teljes körű szállító a mérettartományban.
Az újraegyesítés óta a nyugati és keleti piaci részesedések lassan kiegyenlítődnek, ami a TT esetében egyrészt a keleti piaci részesedés masszív csökkenését jelenti 34,2%-ról 25,5%-ra, másrészt a nyugati piaci részesedés növekedését 2,8%-ról 6,7%-ra csak 2004 és 2006 között. Összességében a részesedés gyakorlatilag állandó, 7,3% (7,2 helyett). Ugyanakkor a Tillig vállalat különösen a csehországi piacot használja ki azzal, hogy éves klubtalálkozóit mind Németországban, mind a Cseh Köztársaságban rendezvényként tartja. Ezenkívül a volt KGST más államaiban is vannak gyártók a TT névleges méretre (pl. Magyarország: Deák, Oroszország: TT-Model Russia), amelyek így hozzájárulnak a további terjesztéshez.
Az újonnan tervezett tengelykapcsoló megjelenésével - amelyet először a 2006-os nürnbergi játékvásáron mutattak be - a Tillig a korábbi, kevésbé prototípusos, 1980-as évekbeli kuplungot egy korszerű és üzembiztos, a NEM tengelyen alapuló kialakítással tudta felváltani.
A jelenlegi fejlődés során a digitális technológia a névleges méretű TT-ben is utat talált. Az ipari beszállítók dekóderei többnyire a NEM 651 (és a NEM 652) szerinti interfésszel vannak felszerelve. A közelmúltban a PluX (12 / 16 / 22) és a NEXT 18 interfészekkel ellátott új konstrukciókat adtak hozzá, amelyek részletesebb funkciókat tesznek lehetővé.

## Gyártók
- PIKO[2]
- Tillig (régi nevén Berliner TT Bahnen)[3]
- Kuehn[4]
- Kres[5]
- Modellbahnmanufaktur Sebnitz (MMS)[6]
- PMT (Profi Modell Thyrow)[7]
- Loco (CZ)[8]
- MTB[9]

## Magyar modellek
TT építési nagyságban viszonylag kevés sorozatban gyártott magyar modell érhető el, áruk változó, azonban az utóbbi években a kínálat folyamatosan növekszik. Elsősorban a német, illetve több nemzetnél is alkalmazott vasúti járművek szerezhetőek be. Házilag építhető (és átalakítandó) kitek (ld. makett), műgyanta öntvények azonban viszonylag olcsón beszerezhetők.

### Mozdonyok
- MÁV V43 sorozat - Deák Modellsport
- MÁV V63 sorozat - kisszériás
- MÁV 1047 sorozat - PIKO (47431 Katalógus számon)
- Gysev 1047 sorozat - PIKO (47426 katalógus számon)
- MÁV 480 sorozat (Bombardier Traxx) - Tillig (04908 katalógus számon)
- MÁV M41 sorozat - Deák Modellsport, MTB
- MÁV M61 sorozat - Tillig (narancs festés, 04535, 92654 kat. számokon, 01212 induló készletben)
- MÁV M62 sorozat - Roco, Tillig
- GYSEV M62 sorozat - Roco (36228 és 36229 kat. számon)
- ČSD T 478.3 sorozat - Roco, Kuehn, MTB; bár nem kifejezetten magyar mozdonyról van szó, rendszeresen bejártak-bejárnak az országba. Az AWT és a BoBo Kft. magánvasutak jelenleg is közlekednek ilyen mozdonyokkal a MÁV Zrt. pályahálózatán, ezek az alapmodell átfestésével elérhetők. A Modell és Hobby Kft a cseh MTB-vel együttműködve 2015-ben kiadta a Búvár BOBO kft által használt festési verzióját.
- DB 232 sorozat (Ludmilla, Nagyszergej) - Roco (36215 kat. szám), Piko (BR130: 47320, 47322 kat. szám, BR131: 47321) A GYSEV 2012. áprilisától bérli a DB Schenker romániai leányvállalatától. A Modellzona.com a Roco alapmodell átfestésével adta ki egyszeri kiadásként.

### Motorvonatok
- Siemens Desiro - Tillig (egyszeri különkiadás)
- Bzmot - LPH makett átalakításával PMT hajtással házilag építhető

### Vagonok
- Halberstadti kocsi - Tillig
- Bm - Tillig (Y jellegű, de a feliratozása szerint "bautzeni" (laposabb tetőívű) kocsi), Kuehn (IV. korszakos, egyszeri kiadás, az első és a második osztály színezése felcserélődött, 41760,41761,41780,41781 kat számon)
- Különböző teherkocsik (Eaos, Es, Gbgs, Faccpp, Ks, Lgs, Rgs stb.) - Tillig, PIKO, LOCO, PMT termékek.